# Игромания
«Игромания» (укр. Ігроманія) — щомісячний російський мультиплатформний журнал (пізніше також сайт) про відеогри. Журнал поширюється головним чином в Росії і країнах СНД і видається з вересня 1997 року видавничим домом «ТехноСвіт». Тираж становить 180 000 примірників (найбільший в Росії серед журналів про відеоігри). Обсяг — 208 сторінок. Журнал комплектується двостороннім плакатом, чотирма наклейками та двома двошаровими DVD.
Спочатку «Ігроманія» створювалася як журнал керівництв і проходжень відеоігор для PlayStation, але з часом пріоритет змістився у бік інших рубрик, а цільової платформою замість PS став PC. Пізніше журнал став мультиплатформним:«Ринок ігор зараз зовсім не такий, яким він був п'ять або десять років тому, і присвячувати цілий журнал якийсь одній платформі — це значить не любити ігри в цілому і навмисно обмежувати своїх читачів від всього їх різноманіття» — повідомила редакція 22 червня 2010 року.

## Історія «Ігроманії»
«Ігроманія» випускається з вересня 1997 року. Біля витоків журналу стояли дві людини — Євген Ісупов та Олександр Парчук. У минулому вони займалися виданням книг із серії «Найкращі комп'ютерні ігри», а потім вирішили спробувати себе у видавничому бізнесі. Назва журналу придумала Ніна Різдвяна — один з перших редакторів «Ігроманії».
Перший номер «Ігроманії» був надрукований приблизно 16-тисячним накладом, але коли пішли повернення, тираж довелося знизити. Перший час журнал друкувався на різографі і був чорно-білим, кольоровий робили тільки обкладинку. До середини 1998 року було вирішено перейти на повнокольоровий друк, укомплектувати частину тиражу CD-диском, а з вересня ще й плакатом формату A3, але через серпневу кризу від цих планів довелося на деякий час відмовитися.
Спочатку «Ігроманія» не могла визначитися з платформними перевагами — в першому номері присутні ігри для PlayStation, а другий номер взагалі був цілком присвячений їм. Однак потім видання повністю переорієнтувалося на РС.
У грудні 1999 року на пост головного редактора «Ігроманії» був призначений Денис Давидов, який до цього працював у «Хакері», а ще раніше, в 1997 році, створив «Навігатор ігрового світу». Давидов почав реформувати журнал, і до 2002 року від його колишньої концепції майже нічого не залишилося. З журналу керівництв і проходжень «Ігроманія» перетворилася на «всеїдне» видання, яке писало буквально про все.
У 2003 році пост головного редактора зайняв Олег Полянський, до того моменту колишній редактором ігрового розділу журналу. У період його річного управління «Ігроманією» в журналі відбулися деякі структурні зміни і були створені нові рубрики відповідно до колишньої концепції видання.
У 2004 році головним редактором «Ігроманії» став Олександр Кузьменко. Після шести місяців змін у структурі та рубрикації журналу, Кузьменко обрав політику поступового розвитку журналу і перетворення його на популярне видання, орієнтоване на наймасовіший сегмент російської аудиторії любителів комп'ютерних ігор.
Після появи «Відеоманії» у 2004 році в журналі відкрився новий напрям. Почавшись із звичайних вступних роликів, що передували кожен диск нового номера, «Відеоманія» перетворилася спочатку в окремий розділ, а потім і в окремий напрямок. Зараз під «Відеоманію» виділений окремий диск, а її створенням займається ціла студія на чолі з Антоном Логвіновим. Крім контенту для диска, «Відеоманія» також робить відео для сайту «Ігроманії». Матеріали «Відеоманія» озвучують професійні актори, в тому числі Борис Репетур, ведучий телепередачі «Від гвинта!».
Керівництва та проходження спочатку зменшилися в об'ємі, а потім були переведені в окремий журнал — [[Найкращі комп'ютерні ігри|«Найкращі комп'ютерні ігри (рос. ЛКИ)»]]. Якийсь час рубрика «Керівництва і проходження» ще з'являлася на DVD «Ігроманії», але потім зникла взагалі.
У сучасній «Ігроманії» можна знайти новини ігрового світу, прев'ю, інтерв'ю, рецензії, статті про комплектуючі комп'ютера, програмне забезпечення, інтернет, розтин, модифікування та розробку ігор, спеціальні матеріали, авторські колонки, розділи про онлайнові та некомп'ютерні ігри, коди, рубрику ретро-ігор, матеріали про кіберспорт, кілька конкурсів, три види «гарячих ліній» (рубрик типу «питання-відповідь» про програмне забезпечення, ігри і модифікування ігор).
Велике значення мають DVD, які прикладаються до журналу. На дисках викладається найрізноманітніший контент, є навіть думка, що багато хто купує «Ігроманія» не заради самого журналу, а заради дисків.
Обсяг реклами в «Ігроманії» змінюється з номера в номер і становить 16-20 сторінок.
C 23 квітня 2009 року виходить також «полегшений» варіант журналу — «Ігроманія Лайт». Примітно, що концепція Лайта була описана одним з користувачів форуму задовго до появи самого журналу. У червні 2010 року вийшов останній номер «Ігроманії лайт».
Після цього звичайна, «товста» версія журналу набула статусу мультиплатформного видання. Приблизно в цей же час головним редактором став Олексій Макаренков.
Останній номер журналу вийшов у грудні 2018 року.
Головні редактори:
- 1999—2003 — Денис Давидов
- 2003—2004 — Олег Полянський
- 2004—2010 — Олександр Кузьменко
- 2010–Н. Ч. — Олексій Макаренков

## Концепція
В основу створення «Ігроманії» поставлено доступність та зрозумілість описуваної інформації, щоб тексти були зрозумілі самому широкому колу читачів. Разом з тим «Ігроманія», на відміну від «Найкращих комп'ютерних ігор», не уникає ігрового сленгу.

## Рубрикація
Нижче наведено список постійних рубрик журналу:
- «Новинний меридіан» — добірка ігрових новин за місяць
- «DVD-манія» — зміст першого DVD
- «Відеоманія» — зміст другого DVD (наповнюється виключно відео)
- «З перших рук» — репортажі про найбільш очікувані ігри, що ще не вийшли, в які автори грали особисто
- «R&S: У розробці» — прев'ю (матеріали по ігри, що ще не вийшли)
- «R&S: Пряма мова» — інтерв'ю з розробниками ігор (останнім часом прибрана)
- «У центрі уваги» — добірка про кілька очікуваних іграх, об'єднаних за якоюсь ознакою (наприклад, учасники якогось конкурсу чи виставки)
- «R&S: Вердикт» — рецензії на нові гри та гри, які виходять найближчим часом
- «Гра місяця» — підсумки голосування на найкращу гру місяця (проводиться на сайті «Ігроманії») і поради редакції про те, у що варто пограти в найближчий місяць
- «Гаряча лінія: ігри» — відповіді на різні питання з ігор
- «Game Over» — короткі огляди ретро-ігор 5-, 10-, 15-, 20-річної давності
- «Залізний цех» — огляди новинок на ринку комп'ютерного (і не тільки) заліза, тестування, добірка конфігурацій і цін, відповіді на поширені запитання на «залізну» тематику
- «Спецматеріали» — добірка цікавої інформації з якоїсь конкретної темі
- «Гра в онлайні» — новини, прев'ю, рецензії, аналітика з онлайн ігор, добірки посилань на цікаві сайти
- «Кодекс» — чит-коди, віртуальні писанки і хінти до ігор
- «Пошта „Ігроманії“» — відповіді редакції на листи читачів
- «Мозковий штурм» — конкурси на ігрову тематику (постійні — «Тест», «Сканворд» і «Фотопамять»)
- «Ігрострой» — матеріали, поради по ігровому моделюванню
- Новини онлайнових ігор — все про ігри он-лайн

## Система оцінок
У «Ігроманії» прийнята десятибальна система оцінок з мінімальним кроком в 0,5 бала. З 2001 року максимальну оцінку отримали наступні ігри:
- 2001 — Іл-2: Штурмовик, Civilization III
- 2002 — Heroes of Might and Magic IV
- 2003 — Max Payne 2: The Fall of Max Payne, Star Wars: Knights of the Old Republic
- 2004 — Half-Life 2
- 2007 — The Orange Box (збірник, що включає Half-Life 2, Half-Life 2: Episode One, Half-Life 2: Episode Two, Portal і Team Fortress 2)
- 2008 — Grand Theft Auto 4
- 2010 — Heavy Rain

Існують спеціальні рейтинги, але вони не попадають під загальну категорію ігор, наприклад, «Для дітей» або «Для дівчаток». Культові ігри, випущені до початку видання «Ігроманії», але перекладені на російську мову після 2003 року отримують рейтинг «Ретро».
У рецензіях оцінюється не тільки гра в цілому, а й окремі її показники, такі як геймплей, графіка, музика і звук, інтерфейс і керування, легкість освоєння, оригінальність, сюжет, реіграбельність.
За «особливі» заслуги присуджуються наступні нагороди:
- «Вибір редакції» — стовідсотковий хіт.
- «Суперграфіка» — вручається грі з самою високотехнологічною та/або найкращою в художньому плані графікою.
- «Нове слово в жанрі» — нагорода за інновації.

Починаючи з 2001 року, в кожному лютневому номері (тобто підсумки 2001-го були в лютневому номері за 2002 рік) «Ігроманія» щорічно підводить підсумки року з вибором найкращих ігор:
- 2001 рік: Operation Flashpoint: Cold War Crisis
- 2002 рік: Grand Theft Auto 3/Mafia: The City of Lost Heaven
- 2003 рік: Grand Theft Auto: Vice City
- 2004 рік: Half-Life 2
- 2005 рік: Fahrenheit
- 2006 рік: Перше місце залишилося незайнятим, друге розділили між The Elder Scrolls IV: Oblivion і Gothic 3[6]
- 2007 рік: BioShock
- 2008 рік: Fallout 3
- 2009 рік: Dragon Age: Origins (на ПК) і Uncharted 2: Among Thieves

## Диски
З серпня 2009 року журнал випускається тільки лише з двома дисками. Один з них цілком відданий під відео (трейлери, тизери, відеоновини, відеоогляди, репортажі власного виробництва, випуски телепередачі «Від гвинта!»), другий — під демоверсії, моди, дистрибутиви онлайн-ігор (як цілком, так і тимчасово безкоштовних), патчі, софт, флеш-ігри, коди, збереження, трейнери, шпалери, утиліти для розтину і редагування ігор і багато іншого.

## Конфлікти з видавцями та розробниками ігор
Починаючи з 2004—2005 років, у «Ігроманії» час від часу трапляються конфлікти з видавцями та розробниками ігор. Одне з найактивніших обговорень серед видавців і розробників породила колонка Михайла Вербицького «Скажи ліцензії „ні“», опублікована в травневому номері «Ігроманії» за 2006 рік.

## Ексклюзиви
Редакція журналу знаходиться в Росії, тому «Ігроманії» складніше діставати ексклюзиви, ніж західним виданням, але в останні роки їх кількість постійно збільшується.
Наприклад, у квітневому номері за 2007 рік «Ігроманія» одна з перших у світі (разом з PC Gamer) опублікувала перші подробиці про Guild Wars 2 і Guild Wars: Eye of the North, в березневому номері за 2008 у журналі відбулася європейська прем'єра стратегії Red Alert 3, а в грудневому номері за 2008 рік їй вдалося першою в Росії і у світі розповісти про нову частину головного піратського симулятора «Корсари 4». Також в серпневому номері «Ігроманія» першою у світі розповіла читачам про нову частину всесвіту C&C — Command & Conquer 4, а у вересневому номері «Ігроманія» однією з перших у світі повідала читачам про «All Points Bulletin», до того ж починаючи з липневого номера «Ігроманія» публікує ексклюзивне відеопрев'ю до нової гри у всесвіті STALKER — «Заклик Прип'яті».

## «Ігроманія Digital»
5 квітня 2010 року в тестовому режимі було запущено сервіс з продажу цифрових версій журналів «Ігроманія Digital». Будь-який зареєстрований користувач сайту «Ігроманія.ру» може придбати «Ігроманію», «Відеоманію» і «Ігроманію Лайт» (зараз уже не випускається) і читати їх в оригінальному дизайні з допомогою спеціального переглядача. З переваг подібного способу називаються: доступність журналу, зручність зберігання архіву і нижча, порівняно з друкованою версією, ціна. Вже заявлено, що в найближчому майбутньому почнуться продажі цифрової версії «Відеоманії», крім того, розглядається можливість запуску сервісу на мобільних пристроях. 

Доступні всі номери «Ігроманії Лайт» та номери «Ігроманії» з № 1 (100) 2006.

## Засновники і керівний склад
- Євген Ісупов — засновник, генеральний директор ТОВ «Ігромедія»
- Азам Даніяром — генеральний директор видавничого дому «ТехноСвіт»

## Редакційний склад

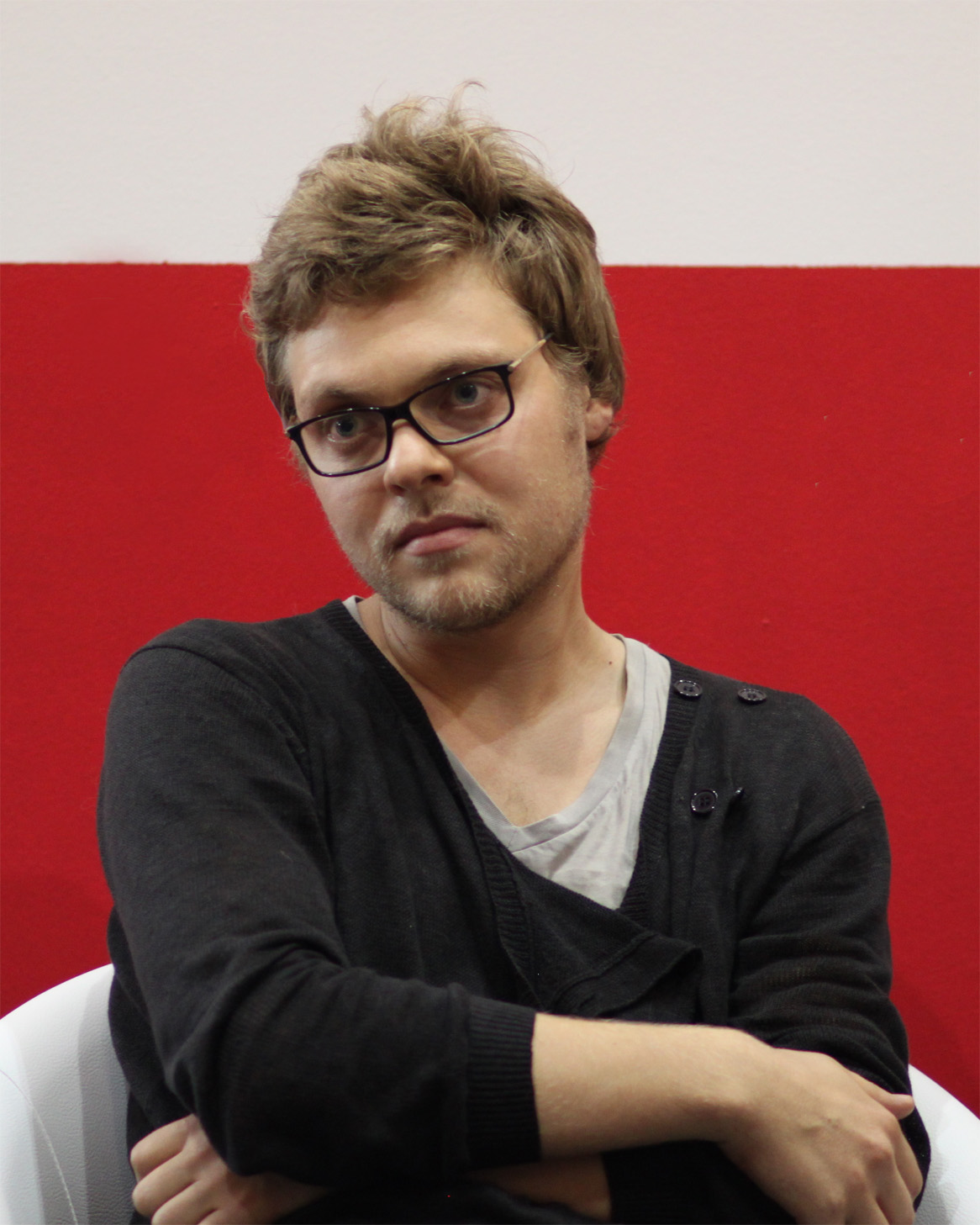
Олег Ставицький

Редакція «Ігроманії» станом на січень 2011 року:
- Олексій Макаренков — головний редактор
- Надія Недова — заступник головного редактора
- Антон Логвінов — продюсер відеонаправленія (додаток «Відеоманія»; відео для сайту «Ігроманії»), редактор DVD, засновник FXA Studio
- Георгій Курган — редактор ігрового розділу
- Максим Єремєєв — головний редактор сайту «Ігроманії»
- Ігор Асанов — редактор новинного розділу
- Лінар Феткулов — редактор прев'ю
- Дмитро Колганов — редактор

- Олексій Мойсеєв — редактор файлового диска, рубрик «кодекс» і «Мозковий штурм»
- Антон Білий — керівник служби новин
- Олена Єрмілова — редактор спецматеріалів і «Залізного цеху»
- Марія Луговська — коректор
- Дмитро Зайцев — коректор